# Siegfried von Waldenburg

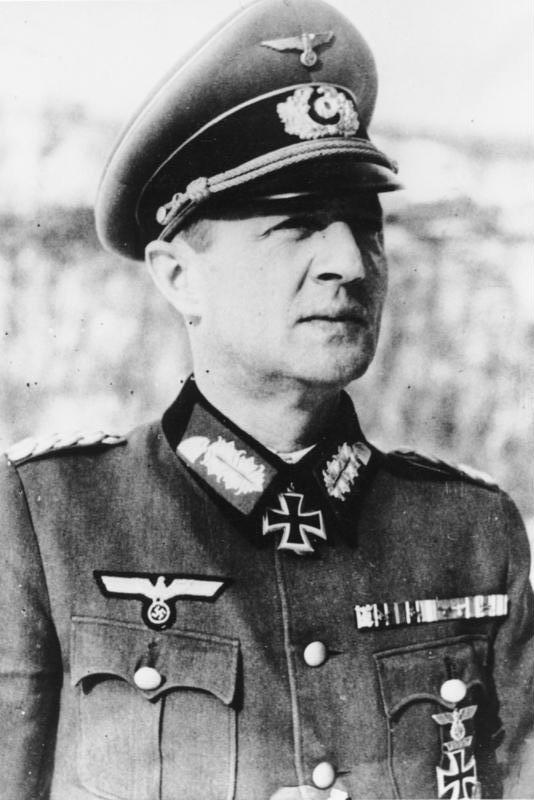
Siegfried von Waldenburg (1944)

Hans Siegfried Paul Günther von Waldenburg (* 30. Dezember 1898 in Groß Leipe; † 27. März 1973 in Hannover) war ein deutscher Generalmajor im Zweiten Weltkrieg.

## Leben

### Herkunft
Siegfried war ein Sohn des schlesischen Gutsbesitzers Friedrich von Waldenburg (1872–1925) und dessen erster Ehefrau Marie, geborene von Kessel (1876–1917). Sein Großvater war der Landschaftsmaler Alfred von Waldenburg. Damit war er in direkter männlicher, allerdings unebenbürtiger Linie ein Nachfahre des Königs Friedrich Wilhelm I. von Preußen (1688–1740).

### Militärlaufbahn
Waldenburg trat während des Ersten Weltkriegs Anfang 1916 mit 17 Jahren in das Kaiser Alexander Garde-Grenadier-Regiment Nr. 1 ein und wurde als Zug- und Kompanieführer an der Westfront eingesetzt sowie mit beiden Klassen des Eisernen Kreuzes und dem Verwundetenabzeichen in Mattweiß ausgezeichnet. Gegen Ende des Krieges geriet er in britische Kriegsgefangenschaft.
Anfang 1920 wurde er aus der Kriegsgefangenschaft und aufgrund der Heeresverkleinerung auch aus der Armee entlassen. Er trat dem Selbstschutz Oberschlesien bei und wurde mit beiden Stufen des Schlesischen Adlers ausgezeichnet. 1922 wurde Waldenburg in die Reichswehr übernommen und als Kavallerist im 11. (Preußisches) Reiter-Regiment eingesetzt. Es folgten weitere Verwendungen und eine Ausbildung an der Kriegsakademie.
Im Zweiten Weltkrieg war er als Major unter anderem Erster Generalstabsoffizier (Ia) im Stab der 6. Infanterie-Division. Diese Position hatte er ab Mitte 1937 inne. Im Frankreichfeldzug war er Erster Generalstabsoffizier des VI. Armeekorps. Im Oktober 1940 wurde er als Nachfolger von Ferdinand Jodl zum Chef des Generalstabes des XII. Armeekorps ernannt. Er kämpfte an der Ostfront. Dort wirkte er, da es Differenzen zur Beurteilung der Lage gab, bis 3. März 1942, um im Anschluss als stellvertretender Militärattaché in Rom und Chef des Stabes beim deutschen General im Hauptquartier der italienischen Streitkräfte zu dienen. Am 17. April 1944 folgte die Verwendung als Kommandeur des Panzergrenadier-Regiments 26 in Russland und der Ukraine.
Am 10. September 1944 übernahm Oberst von Waldenburg die stellvertretende Führung der 25. Panzer-Grenadier-Division für Paul Schürmann, der nach einem 46-tägigen Rückmarsch aus Feindesgebiet ins Lazarett musste. Dann am 20. September 1944 wurde er mit der Führung der 116. Panzer-Division beauftragt. Am 1. Dezember 1944, mit seiner Beförderung zum Generalmajor, wurde er offiziell zum Kommandeur der Division ernannt. In dieser Funktion nahm er an der Ardennenoffensive teil. Die Division führte er bis zur deutschen Kapitulation im April 1945. Am 9. Dezember 1944 hatte von Waldenburg als Divisionsführer das Ritterkreuz des Eisernen Kreuzes erhalten.
Anschließend war Waldenburg drei Jahre in Kriegsgefangenschaft. Während dieser Zeit erhielt er als Offizier eine Vorzugsbehandlung in der Historical Division der US Army und veröffentlichte unterschiedliche Schriften für die US Army.

### Nach dem Weltkrieg
Nach dem Krieg engagierte sich Waldenburg im so genannten militärischen OK Hannover und war maßgeblicher Kritiker von Gerhard von Schwerin.

### Familie
Am 3. Dezember 1924 auf Gut Linden in Hannover, heiratete Leutnant von Waldenburg seine Verlobte Jutta Hertha Luise von Alten (1905–1996), Tochter des Gutsbesitzers Georg Karl Viktor Adolf Baron von Alten-Linsingen (1873–1946) und dessen Gemahlin Hertha Elisabeth Emilie Minette, geb. von Brünneck (1877–1964). Sie hatten drei Töchter und einen Sohn. Das jüngste Kind, Kurt (geb. 9. Dezember 1936 in Neisse), verstarb noch im Säuglingsalter. Die Tochter Maria-Eva „Evi“ Alexandra Brigitte Hertha (1925–1986) hieß nach ihrer ersten Heirat von Wallenberg Pachaly. Nach der Scheidung heiratete sie 1953 den Generalmajor Rudolf-Christoph von Gersdorff, auch diese Ehe wurde 1956 wieder geschieden.

## Schriften (Auswahl)
- Commitment of the 116th Panzer Dision in the Ardennes. Historical Division, US Army Europe, MS A-873, 1945.
- 116th Panzer Division (1–9 November 1944). Historical Division, US Army Europe, 1954.